# 毛山猪菜
毛山猪菜（学名：Merremia hirta），又名九里草、五月艾（广东）、 万丈丝（广西）、 毛茉栾藤（广州植物志）、 宿苞山猪菜（海南植物志）、變葉姬旋花，是旋花科鱼黄草属的植物。分布于锡金、台湾岛、印度、热带大洋洲、马来西亚、泰国以及中国大陆的广东、云南、广西等地，生长于海拔260米至1,000米的地区，一般生长在旷野草地和林缘，目前尚未由人工引种栽培。